# Amira
Amira (arabiska: أميرة) är arabiskt eller hebreiskt kvinnonamn som betyder prinsessa.
Den 31 december 2014 fanns det totalt 1 328 kvinnor folkbokförda i Sverige med namnet Amira, varav 1 153 bar det som tilltalsnamn.
Namnsdag i Sverige: saknas

## Personer med namnet Amira
- Amira al-Tawil, prinsessa av Saudiarabien